# أثرية (عقيدة)
الأثرية أو أهل الأثر أو أهل الحديث والأثر أو الحنابلة (يعرف أيضًا بـ مذهب السلف تُنسب السلفية المعاصرة نفسها لها)، مدرسة عقدية سنية، منهجها هو التمسك بالنصوص الشرعية في تقرير مسائل العقيدة، ورفضها استعمال أي منهج آخر (مثل المنهج الكلامي)، لا سيما في صفات الله وأصول الإيمان. قال السفاريني: في بيان معنى أهل الأثر «أي الذين إنما يأخذون عقيدتهم من المأثور عن الله عز وجل شأنه في كتابه أو في سنة النبي صلى الله عليه وسلم أو ما ثبت وصح عن السلف الصالح». وإمامهم أحمد بن حنبل. مدرسة أهل الأثر هم الذين اكتفوا بالكتاب والسنة الصحيحة، ويفرق بين المنهج الأثري والمنهج الكلامي، والتي يدخل بها الأشاعرة والماتريدية وإن كانوا يدخلون في نطاق أهل الأثر بمعنى التمسك بالكتاب والسنة الصحيحة، وفي ذلك قال الشيخ عبد الله بن خلف الدحيان فإن الأشاعرة والماتريدية لم يردوا الأحاديث ولا أهملوها، فإمّا فوضوها وإمّا أوّلوها، وكل منهم أهل حديث، وحينئذ فالثلاث فرقة واحدة، لاقتفائهم الأخبار وانتحالهم الآثار، بخلاف باقي الفرق فإنهم حكّموا العقول وخالفوا المنقول فهم أهل بدعة وضلالة ومخالفة وجهالة.

## الخلفية
نشأت الأثرية كردّ فعل مباشر على تنامي الفكر الكلامي الفلسفي، خاصة في مدرستي المعتزلة والجهمية، خلال القرنين الثاني والثالث الهجريين. تؤسَّس هذه المدرسة على مبدأ أن العقيدة يجب أن تُبنى على النصوص الوحيية من القرآن والسنة وآثار الصحابة دون تعويل على التأويل العقلي أو القياس المنطقي. وقد تبلورت معالمها على يد أئمة الحديث كمالك بن أنس، وسفيان الثوري، وبلغت أوضح صورها في مواقف الإمام أحمد بن حنبل (ت 241 هـ)، الذي رفض الخوض في كيفية الصفات الإلهية أو تأويلها، مؤكدًا على إثبات ما ورد في النصوص دون تمثيل أو تعطيل أو تكييف. اعتمد الأثريون مقولة: «أمروها كما جاءت»، في التعامل مع نصوص الصفات، معتبرين أن الخوض في ماهيتها بدعة. وعلى الرغم من محدودية التنظير العقلي، فإن المدرسة الأثرية شكّلت تيارًا راسخًا في العقيدة الإسلامية، مثّل لاحقًا أرضية فكرية لعلماء مثل ابن تيمية وابن القيم، كما حظيت باهتمام معاصر ضمن الحركات السلفية المعاصرة.

## مصطلحات أخرى
سموا بذلك نسبة إلى «الأثر»، لوقوفهم على ما جاء من الآثار، وعدم إعمال العقل. وسموا حنابلة نسبةً إلى الإمام أحمد بن حنبل (ت 241هـ).

## آراء المذهب في العقيدة

### الاستواء
- سُئل الإمام أحمد عن الاستواء في قوله تعالى: «الرحمن على العرش استوى» فقال: «استوى كما أخبر لا كما يخطر للبشر».[16][17][18][بحاجة لمصدر مستقل]
- عن عبد الملك بن عبد الحميد الميموني قال: «سألت أبا عبد الله أحمد عمن يقول : إن الله تعالى ليس على العرش فقال : كلامهم كله يدور على الكفر».[19]
- عن عبد الله بن أحمد قال:«قيل لأبي :ربنا تبارك وتعالى فوق السماء السابعة على عرشه بائن من خلقه ، وقدرته وعلمه بكل مكان ؟ قال : نعم ، لا يخلو شيء من علمه».[19]
- أورد عبد الله بن أحمد -و هو ابن الإمام أحمد بن حنبل- في كتابه السنة العديد من النصوص التي تدل على مذهب السلف و أنه مخالف للتأويل و التفويض البدعي. من النصوص التي أوردها نقل بآخره «و هل يكون الاستواء إلا بجلوس».[20] رغم أن بعض أهل السنة المعاصرين لا يرضون إطلاق لفظ الجلوس و استعماله إلا أن يرد بكتاب أو سنة .( استواءا يليق به سبحانه و بحمده .. ليس كمثله شئ و هو السميع البصير )[بحاجة لمصدر]

### رؤية الله في الآخرة
- قال حنبل:[21] «سألت أبا عبد الله أحمد بن حنبل عن الأحاديث التي تروى عن النبي ﷺ إن الله ينزل إلى السماء الدنيا ، فقال أبو عبد الله : نؤمن بها ونصدق بها ولا نرد شيئا منها إذا كانت أسانيد صحاح ، ولا نرد على رسول الله قوله ، ونعلم أن ما جاء به الرسول حق ، حتى قلت لأبي عبد الله : ينزل الله إلى سماء الدنيا قال قلت نزوله بعلمه أم بماذا ؟ ، فقال لي : اسكت عن هذا ، مالك ولهذا امض الحديث على ما روي»
- قال أبو بكر الخلال: وقد حدثنا أبو بكر المروذي قال: «سألت أبا عبد الله عن الأحاديث التي تردّها الجهمية في الصفات والرؤية والإسراء وقصة العرش ، فصححها أبو عبدالله ، وقال : قد تلقتها العلماء بالقبول ، نسلم الأخبار كما جاءت . قال : فقلت له إن رجلا اعترض في بعض هذه الأخبار كما جاءت ، فقال : يجفى . وقال ما اعتراضه في هذا الموضع ؟! يسلم الأخبار كما جاءت»[22]

### نفي التجسيم وإثبات الصفات
- قال حنبل عن أحمد:[23][24]| أثرية (عقيدة) | ﴿ليس كمثله شيء﴾ في ذاته كما وصف نفسه، قد أجمل الله الصفة لنفسه، فحد لنفسه صفة «ليس يشبهه شيء» ، وصفاته غير محدودة ولا معلومة، إلا بما وصف به نفسه، قال: فهو سميع بصير، بلا حد ولا تقدير، ولا يبلغ الواصفون صفته، ولا نتعدى القرآن والحديث، فنقول كما قال، ونصفه بما وصف نفسه، ولا نتعدى ذلك، ونؤمن بالقرآن كله، محكمه ومتشابهه، ولا نزيل صفة من صفاته لشناعة شنعت، وما وصف به نفسه من كلام ونزول وخلوة بعبده يوم القيامة ووضع كنفه عليه، فهذا كله يدل على أن الله سبحانه يرى في الآخرة، والتحديد في هذا كله بدعة، والتسليم فيه بغير صفة ولا حد، إلا بما وصف به نفسه، سميع بصير، لم يزل متكلما، عليم غفور، ﴿عَالِمُ الْغَيْبِ وَالشَّهَادَةِ﴾ ، ﴿عَلَّامُ الْغُيُوبِ﴾ ، فهذه صفات وصف بها نفسه لا تدفع ولا ترد، وهو على العرش بلا حد؛ كما قال تعالى: ﴿ثُمَّ اسْتَوَى عَلَى الْعَرْشِ﴾ ، ﴿لَيْسَ كَمِثْلِهِ شَيْءٌ﴾ ، وهو: ﴿خَالِقُ كُلِّ شَيْءٍ﴾ ، وهو سميع بصير، بلا حد ولا تقدير، ولا نتعدي القرآن والحديث، تعالى الله عما تقول الجهمية والمشبهة. - قلت له: المشبهة ما تقول؟ - قال: من قال بصر كبصري ويد كيدي وقدم كقدمي - فقد شبه الله بخلقه | أثرية (عقيدة) |
- روى أبو الفضل التميمي عن ابن حنبل أنه قال:| أثرية (عقيدة) | مهما تصورت ببالك فالله بخلاف ذلك | أثرية (عقيدة) |
- قال الإمام ابن حجر الهيتمي في الفتاوى الحديثية: «عقيدة إمام السنة أحمد بن حنبل: هي عقيدة أهل السنة والجماعة من المبالغة التامة في تنزيه الله تعالى عما يقول الظالمون والجاحدون علوا كبيرا من الجهة والجسمية وغيرهما من سائر سمات النقص بل وعن كل وصف ليس فيه كمال مطلق، وما اشتهر بين جهلة المنسوبين إلى هذا الإمام الأعظم المجتهد من أنه قائل بشيء من الجهة أو نحوها فكذب وبهتان وافتراء عليه فلعن الله من نسب ذلك إليه أو رماه بشيء من هذه المثالب التي برأه الله منها». وفي الفتوحات الربانية على الأذكار النووية للمفسر محمد بن علان الصديقي الشافعي الأشعري في باب الحث على الدعاء والاستغفار في النصف الثاني من كل ليلة ما نصه: «"وأنه تعالى منزّه عن الجهة والمكان والجسم وسائر أوصاف الحدوث، وهذا معتقد أهل الحقّ ومنهم الإمام أحمد وما نسبه إليه بعضهم من القول بالجهة أو نحوها كذب صراح عليه وعلى أصحابه المتقدمين كما أفاده ابن الجوزي من أكابر الحنابلة".» وقد بين الإمام ابن الجوزي الحنبلي في كتابه «دفع شبه التشبيه بأكف التنزيه» براءة أهل السنة عامة والإمام أحمد خاصة من عقيدة المجسمة فقال: «"كان أحمد لا يقول بالجهة للبارئ".» ذكر ذلك أيضا القاضي بدر الدين بن جماعة في كتابه «إيضاح الدليل في قطع حجج أهل التعطيل».[بحاجة لمصدر مستقل]
- قال تاج الدين السبكي في كتاب قاعدة في الجرح والتعديل وقاعدة في المؤرخين: «قال بعض العارفين: إمامان ابتلاهما الله بأصحابهما وهما بريئان منهم: أحمد بن حنبل ابتُلي بالمُجسّمة وجعفر الصادق ابتُلي بالرافضة». ذكر ذلك أيضا الحافظ ابن عساكر في كتابه تبيين كذب المفتري فيما نُسب إلى الإمام أبي الحسن الأشعري. وقد نقل الإمام الحافظ العراقي والإمام القرافي وابن حجر الهيتمي وملا علي القاري ومحمد زاهد الكوثري وغيرهم عن الأئمة الأربعة (الشافعي ومالك وأحمد وأبي حنيفة) القول بتكفير القائلين بالجهة والتجسيم. بل نقل صاحب الخصال من الحنابلة عن أحمد أنه قال بتكفير من قال: «الله جسم لا كالأجسام». وعبارته المشهورة التي رواها عنه أبو الفضل التميمي الحنبلي «مهما تصورت ببالك فالله بخلاف ذلك» دليل على نصاعة عقيدته وأنه على عقيدة التنـزيه.[25][26][بحاجة لمصدر مستقل]

## الخلاف بين الحنابلة والأشاعرة
يختلف الأشاعرة والحنابلة في مسائل في العقيدة منها: الاستواء ورؤية الله في الآخرة وتفسير الصفات، وحدثت عدة فتن بينهم، من أشهرها ما سماها السبكي بفتنة الحنابلة، وسماها الحنابلة كابن رجب الحنبلي وابن الجوزي بفتنة ابن القشيري، وذكر ابن رجب مضمون ذلك فقال:«أن أبا نصر القشيري ورد بغداد سنة 469 هـ ، وجلس في النظامية، وأخذ يذم الحنابلة وينسبهم إلى التجسيم، وكان المتعصب له أبو سعد الصوفي، ومال إلى نصره أبو إسحاق الشيرازي، وكتب إلى نظام الملك الوزير يشكو الحنابلة ويسأله المعونة، فاتفق جماعة من أتباعه على الهجوم على الشريف أبي جعفر في مسجده، والإيقاع به ، فرتب الشريف جماعة أعدهم لرد الخصومة إن وقعت، فلما وصل أولئك إلى باب المسجد رماهم هؤلاء بالآجر، فوقعت الفتنة، وقتل من أولئك رجل من العامة وجرح آخرون وأخذت ثياب، وأغلق أتباع ابن القشيري أبواب سوق مدرسة النظام وصاحوا: المستنصر بالله يا منصور - يعنون العبيدي الفاطمي صاحب مصر - وقصدوا بذلك التشنيع على الخليفة العباسي وأنه ممالئ للحنابلة، ولاسيما والشريف أبو جعفر ابن عمه».

## الهوامش
أ  بحسب أثرية مثبتة.